# Vaunthompsonia natalensis
Vaunthompsonia natalensis är en kräftdjursart som beskrevs av Francis Day 1975. Vaunthompsonia natalensis ingår i släktet Vaunthompsonia och familjen Bodotriidae. Inga underarter finns listade i Catalogue of Life.